# Glypheus
Glypheus is een geslacht van kevers uit de familie  
van de kniptorren (Elateridae).
Het geslacht is voor het eerst wetenschappelijk beschreven in 1859 door Ernest Candèze.

## Soorten
Het geslacht omvat de volgende soorten:
- Glypheus alpinus Blackburn, 1892
- Glypheus cruciger Carter, 1939
- Glypheus decoratus Candèze, 1897
- Glypheus lansbergei Candèze, 1882
- Glypheus militaris Carter, 1939
- Glypheus nigrinus Carter, 1935
- Glypheus piceus Candèze, 1900
- Glypheus sanguineus Elston, 1930
- Glypheus subfasciatus Carter, 1935
- Glypheus villosulus Candèze, 1859